# البلد، جده
البلد (عربی: البلد) یک منطقه تاریخی در شهر جده، عربستان سعودی است.
البلد که در قرن هفتم میلادی بنیان‌گذاری شده‌است مرکز شهر جده محسوب می‌شده و دیوارهای دفاعی آن در دهه ۱۹۴۰ میلادی فرو ریخته‌است، در دهه ۱۹۷۰ و ۱۹۸۰ پس ثروتمند شدن شهر جده به دلیل تولید نفت مردم جده به سمت شمال شهر نقل مکان کردند. در سال ۲۰۱۴ این منطقه در فهرست میراث جهانی یونسکو ثبت شد.

## نگارخانه

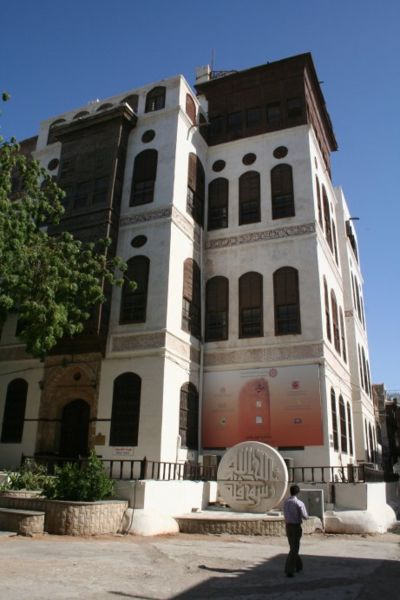
Naseef House, Jeddah
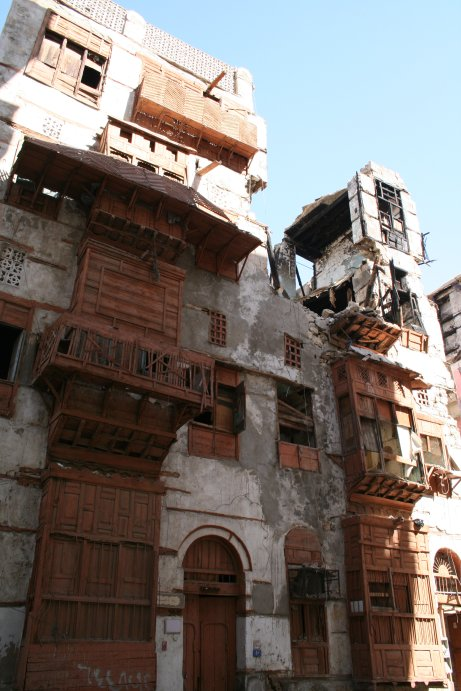
Ruins in Al Balad, Jeddah
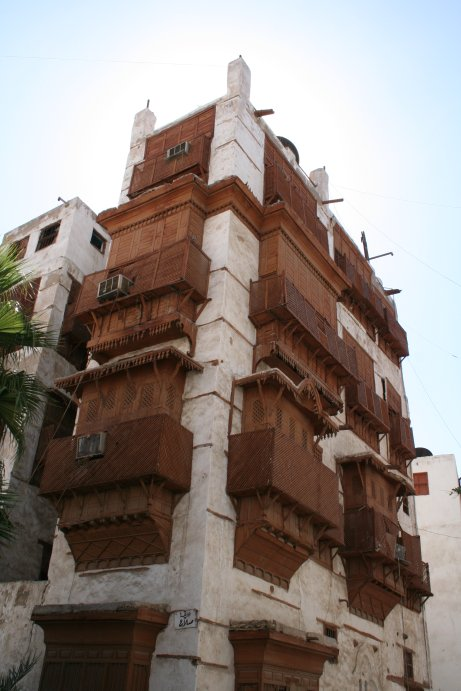
Traditional house in Al Balad, Jeddah
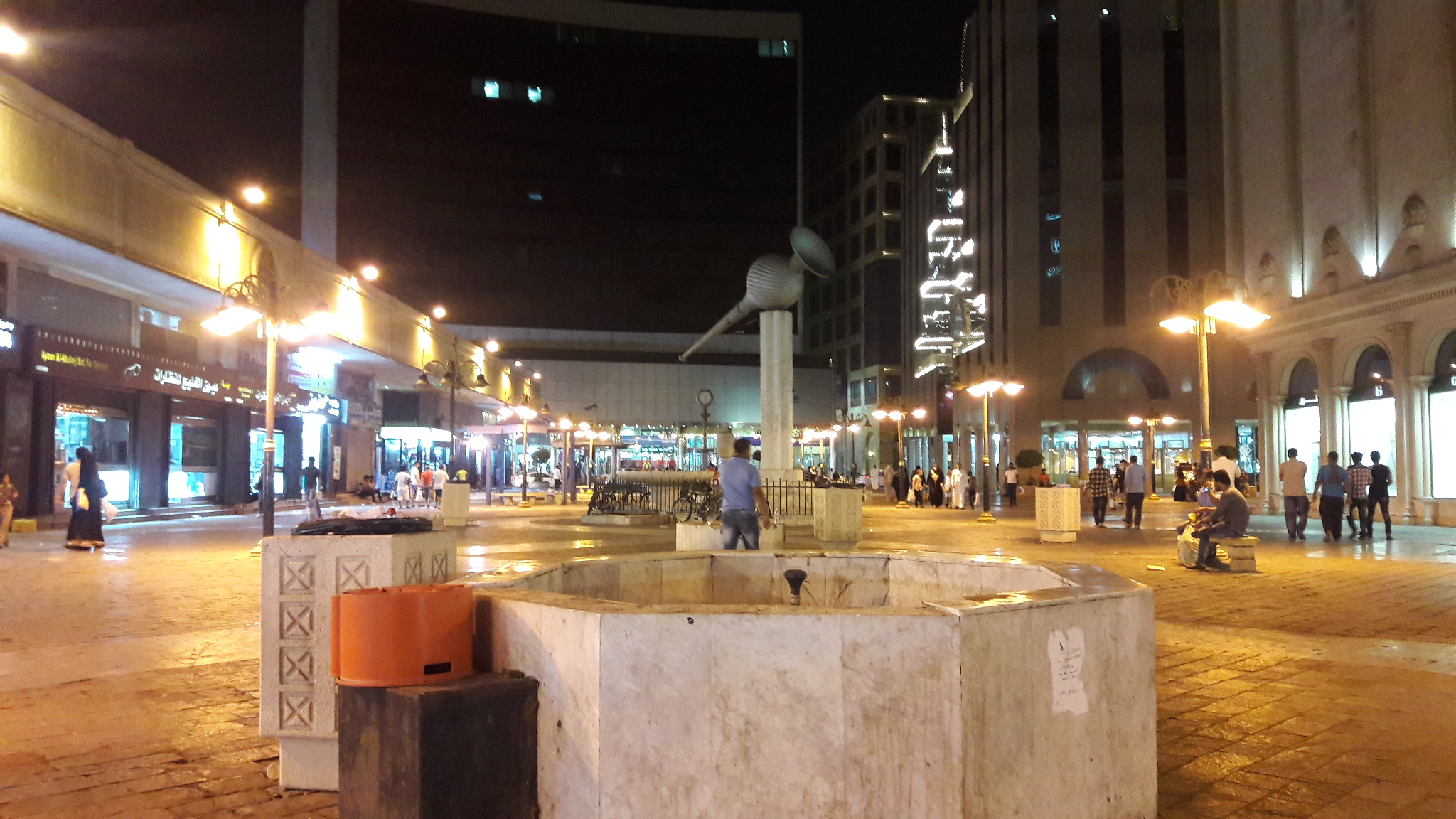
Al-Balad, Jeddah